# Kalø amt
Kalø amt (danska: Kalø Amt) var ett amt på den nordöstra delen av halvön Jylland i Danmark. Amtet omfattade ett område kring halvön Djursland, inklusive öarna Anholt och Hjelm i Kattegatt. Här fanns två städer; Ebeltoft i söder samt Grenå i öster. Amtet administrerades dock från staden Århus, som trots att den inte ingick i amtet utgjorde residensstad.

## Administrativ historik
Kalø amt bildades när Danmarks län ersattes av amt 1662 och ersatte då det dåvarande slottslänet Kalø län.
Amtet upphörde i samband med amtsreformen 1793 då det, tillsammans med en del av Dronningborgs amt, blev en del av det då nybildade Randers amt. Sedan kommunreformen 2007 tillhör området Region Mittjylland.

## Härader
Kalø amt omfattade fem härader:
- Djurs Nørre härad
- Djurs Sønders härad
- Mols härad
- Sønderhalds härad
- Øster Lisbjergs härad